# Scijentologija
Scijentologija je pokret ili skup vjerovanja i učenja čija se ideologija temelji o djelima američkog pisca L. Rona Hubbarda. Izvorno je uspostavljena kao sekularna filozofija 1952. godine, a čiji je tvorac bio pisac znanstvene fantastike L. Ron Hubbard. Nedugo poslije, 1953. godine preusmjerena je kao "primijenjena religijska filozofija". Scijentologiju zastupa Scijentološka crkva, koja, prema njenim kritičarima, predstavlja komercijalno udruženje poznato po obrani svojih učenja oslanjanjem na zakone o zaštiti autorskih prava, te zakone vezane za poslovne tajne. Isto tako, scijentologiju se kritizira da koristi prisilne metode prodaje u svrhu iznude novca od svojih članova, a zbog načina korištenja komercijalnih pravnih instrumenata protiv pojedinaca, većina smatra da scijentologija takvim pristupom ne ostavlja dojam ozbiljnog religioznog pokreta.

## Scijentologija kao religija
Kao religija, scijentologija je priznata jedino u Sjedinjenim Američkim Državama kroz ustavna prava sloboda religija koja proizlaze iz prvog amandmana, dok u Australiji gdje je situacija malo drugačija, jer, iako ustav garantira vjerske slobode, religija se priznaje i dobiva određene povlastice tek ako u popisu stanovništva određen postotak stanovništva navede da pripadaju nekoj religiji, tako je npr. pokušano i proglašavanje Jedi religije - iz filmskog niza Zvjezdani ratovi kada je 70,000 Australaca u popisu stanovništva iz 2002. godine navelo da pripadaju Jedi religiji, no država tu religiju nije priznala zbog njenog očitog spoja s već spomenutim znanstveno fantastičnim filmom, i u Španjolskoj gdje je Vrhovni sud odobrio scijentološkoj organizaciji pravo upisa u popis službeno priznatih vjerskih zajednica. 
U Hrvatskoj je scijentologija priznata kao dobrotvorna vjerska organizacija, kao i u Nizozemskoj, Mađarskoj, Portugalu, Švicarskoj, Kazhstanu, Kirgistanu, Meksiku, Indiji, Albaniji, Sloveniji, Japanu, Švedskoj, Austriji, Novom Zelandu i Francuskoj.
Osnovne postavke scijentologije su:
- Čovjek je besmrtno duhovno biće.
- Čovjekova iskustva sežu mnogo dalje od jednog životnog vijeka, a njegove su sposobnosti neograničene, čak i ako ih trenutačno nije svjestan.
- Čovjek je u osnovi dobar. On teži opstanku. Njegov opstanak ovisi o njemu samome, njegovim bližnjima i njegovom postizanju zajedništva sa svemirom.

Scijentologija čovjeka naziva thetan (od grčkog slova theta što znači misao, život ili duh).
Taj se izraz koristi da bi se izbjeglo brkanje s ostalim konceptima duše.
Thetan je osoba sâma - duhovno biće koje nije odvojeno od njega samog već čovjek sâm jest thetan.

## Poznati pripadnici
Glumci i glumice:
- John Travolta
- Tom Cruise
- Laura Prepon
- Kirstie Alley
- Elisabeth Moss

Redatelji:
- Oliver Stone

Pjevači:
- Lisa Marie Presley

## Vanjske poveznice
- Službene stranice Scijentološke crkve (engl.)
- Stranice koje kritiziraju Scijentologiju (engl.)
- Scientology Victims Testimonies.com  Arhivirana inačica izvorne stranice od 10. lipnja 2019. (Wayback Machine) (engl.)